# Краснянський Михайло Юхимович
Краснянський Михайло Юхимович (англ. Mikhail Krasnyansky) (Краснянський Михайло Юхимович [Архівовано 17 лютого 2015 у Wayback Machine.]) — український науковець, хімік-технолог, працював на кафедрі прикладної екології та охорони навколишнього середовища Донецького національного технічного університету, доктор хімічних наук, член-кореспондент Академії технологічних наук України (2001 р.), академік Європейська Академія Природних наук [Архівовано 14 липня 2014 у Wayback Machine.] (2006 р., Ганновер, Німеччина), експерт в галузі екологічної і техногенної безпеки, публіцист, є автором трьох підручників по екології, близько 150 наукових публікацій російською, українською та англійською мовами, 4-х патентів України [Архівовано 14 липня 2014 у Wayback Machine.] і більш двадцяти авторських свідоцтв; представляв Україну на міжнародних конференціях у США, Англії, Німеччини, В'єтнамі та ін країнах.
Директор науково-виробничої приватної фірми «Неохим».

## З біографії
Народився 4 жовтня 1942 року в місті Махачкала — в евакуації з м. Сталіно (нині Донецьк).
Батько — Юхим Мойсейович Краснянський, архітектор, очолював 20 років Сталінський (Донецький) Державний інститут проектування міст («Діпроград»), багато років був депутатом Сталінської, а потім Донецької облради; мати — Олена Семенівна (до шлюбу Елька Симха Одеська).
Закінчив Донецький політехнічний інститут (ДПІ, нині ДонНТУ), химіко-технологічній факультет, потім був залишений там викладачем кафедри загальної хімії.
У 1969 р. (у 26 років) захистив кандидатську дисертацію по теоретичній хімії. Був організатором і капітаном першої команди КВН ДПІ.
У 1971 р. був вигнаний з ДПІ по вказівці відділу науки і навчальних закладів Донецького обкому КПРС, причиною чого був його «антирадянський» гумор. [Архівовано 22 липня 2014 у Wayback Machine.] Був прийнятий старшим науковим співробітником в лабораторію хімічних засобів гасіння пожеж та вибухів ВНДІ гірничо-врятувальної справи (Донецьк), яку потім очолив. В процесі наукових досліджень вперше в світі дав повне теоретичне пояснення механізмам інгібірування горіння порошковими аерозолями (Krasnyansky M. Studies of fundamental physical-chemical mechanisms and processes of flame extinguishing by powder aerosols. — «Fire and Materials». — XXXII, 2008, p. 27-47).
У 1992 р. по цих дослідженнях захистив докторську дисертацію. Декілька років очолював приватну науково-виробничу компанію «Неохим», яка спеціалізувалася на утилізації відходів; компанія отримала грант урядового фонду США «Ecolinks».
У 1999 р. повернувся в ДонНТУ і працював там професором кафедри «Прикладна екологія». Є автором трьох популярних навчальних посібників по екології і енергозбереженню, понад 150 наукових публікацій. Вів в Донбасі активну публіцистичну та політичну діяльність, відстоюючи демократичні цінності, борючись з корупцією і забрудненням природного середовища; часто публікувався в місцевому друці Донецька, в київській газеті «День», в газеті «Obzor» (Чикаго, США). Був одним із засновників і керівників Донецької обласної організації Партія Зелених України.
У 2007 р. разом з сім'єю (дружина, син і дочка) емігрував в США, де продовжує наукову і публіцистичну діяльність.

## Основні публікації
Індекс цитування (Scopus Citation Database) - 128
Михайло Краснянський. Екологічна безпека (навчальний посібник). Видавництво «Кондор», Київ, 2018 р., 177 с. [Архівовано 9 липня 2021 у Wayback Machine.]
Михайло Краснянський. Енергозбереження (навчальний посібник). Видавництво "Кондор", Київ, 2018 р., 134 с. [Архівовано 9 липня 2021 у Wayback Machine.]
М. Е. Краснянский. Утилизация и рекуперация отходов. Учебное пособие. «Бурун и К.» (Харьков-Киев). 2007 г. (Издание 2-е). 287 стр. 
Краснянский M.E. Порошковая пожаровзрывозащита. «Донбасс» (Донецк), 1994. — 152 с. [Архівовано 11 серпня 2014 у Wayback Machine.]
Краснянский М. Е. Наша опасная квартира. — Безопасность жизнедеятельности (Москва). — 2006 г., N. 10, с. 1-16. [Архівовано 14 липня 2014 у Wayback Machine.]
Krasnyansky M. Remote extinguishing of large fires by powder aerosols. — Fire and Materials. — XXX, 2006, p. 371–382. [Архівовано 12 липня 2021 у Wayback Machine.]
Krasnyansky M. Prevention and suppression of explosions in gas-air and dust-air mixtures using powder aerosol-inhibitor. — Journal of Loss Prevention in the Process Industries. — XIX, 2006, p. 729–735. [Архівовано 12 липня 2021 у Wayback Machine.]
Krasnyansky M. Studies of fundamental physical-chemical mechanisms and processes of flame extinguishing by powder aerosols. — Fire and Materials. — XXXII, 2008, p. 27-47. [Архівовано 12 липня 2021 у Wayback Machine.]
Krasnyansky M. Ecological Threats Caused by Improper Disposal and Incineration of Municipal Solid Waste. — International Review of Chemical Engineering. — Vol. 3, N. 1, 2011, p. 36-45. [Архівовано 12 липня 2021 у Wayback Machine.]
Михаил Краснянский. Новый Исход. Издательство «Книга-Сефер», Израиль, 2018 г., 107 с. 
Ссылка для чтения в интернет-библиотеке [Архівовано 9 липня 2021 у Wayback Machine.]
Михаил Краснянский. Неоконченная биография еврейской семьи (Царская Россия-СССР-Украина-США). «Бурун и К.» (Харьков). 2013 г. 95 стр.; «ЗебраЕ» (Москва), 2014 г. 200 стр.
Михаил Краснянский. Вертикаль власти. Изд. "Фолио", Харьков, Украина, 140 стр.
LCCN (Контрольный номер Библиотеки Конгресса США): (loc.gov [Архівовано 6 серпня 2021 у Wayback Machine.] at https://www.loc.gov/item/2020388201/ [Архівовано 9 липня 2021 у Wayback Machine.])
Михаил  Краснянский «Монолог Сперматозоида». Изд. ЛитРес, 2021 г.,260 с. [Архівовано 9 липня 2021 у Wayback Machine.]
Михаил Краснянский. Неоконченная биография еврейской семьи (Царская Россия-СССР-Украина-США). «Бурун и К.» (Харьков). 2013 г. 95 стр.; «ЗебраЕ» (Москва), 2014 г. 200 стр. [Архівовано 14 липня 2014 у Wayback Machine.]
Страница (файл) Михаила Краснянского на сайте Библиотеки Конгресса США [Архівовано 9 липня 2021 у Wayback Machine.]

## Персональний вебсайт
www.mkrasnyansky.com [Архівовано 13 лютого 2020 у Wayback Machine.]; www.krasnynskyy.com [Архівовано 21 липня 2014 у Wayback Machine.]

## З творчого доробку
- Краснянський М. Ю. Концепція проекту «ЕНЕРГО-ЕФЕКТИВНИЙ РАЙОН»
- Патенти автора КРАСНЯНСЬКИЙ МИХАЙЛО ЮХИМОВИЧ [Архівовано 14 липня 2014 у Wayback Machine.]

## Інтернет-ресурси
- Краснянський Михайло Юхимович
- Академія технологічних наук
- Fire and Materials, September/October 2006 [Архівовано 29 листопада 2014 у Wayback Machine.]
- Fire and Materials, January/February 2008 [Архівовано 29 листопада 2014 у Wayback Machine.]
- Loss Prevention in the Process Industries, Volume 19, Issue 6, November 2006 [Архівовано 14 вересня 2013 у Wayback Machine.]
- Экологические системы, № 1 январь 2009
- База патентів України [Архівовано 14 липня 2014 у Wayback Machine.]
- Патенты России 1983 № 2 (ретрофонд). The Patents of Russia (backfile)
- База патентів СРСР [Архівовано 14 липня 2014 у Wayback Machine.]
- ОСНОВНІ ДРУКОВАНІ ПРАЦІ ВИКЛАДАЧІВ ТА СПІВРОБІТНИКІВ ДОНЕЦЬКОГО НАЦІОНАЛЬНОГО ТЕХНІЧНОГО УНІВЕРСИТЕТУ
- Производство металлургического глинозёма из многотоннажных промышленных отходов Донбасса и/или Кузбасса
- Сотрудничество для решения проблемы отходов. Материалы 1-й международной конференции [Архівовано 14 липня 2014 у Wayback Machine.]
- Зведений електронний каталог
- Так начинали КВН " Донецкий: авторский сайт Е. Ясенова [Архівовано 9 листопада 2014 у Wayback Machine.]